# 블레스 더 차일드
《블레스 더 차일드》(영어: Bless the Child)는 미국에서 제작된 척 러셀 감독의 2000년 초자연 공포 스릴러 영화이다. 킴 베이싱어 등이 출연하였고, 메이스 뉴펠드 등이 제작에 참여하였다. 킴 베이싱어는 이 작품과 《꿈꾸는 아프리카》(2000)를 통해 2001년 제21회 골든 라즈베리상 최악의 여우주연상 후보에 올랐으며, 후에 2005년 제25회 골든 라즈베리상 특별상인 25년 통산 최악의 배우상 후보에도 들었다.

## 줄거리
뉴욕 정신과 간호사 매기는 헤로인 중독자인 여동생 제나가 집에 신생아 딸 코디를 버리고 가면서 홀로 코디를 기르게 된다. 매기는 자폐 범주성 장애를 앓는 것으로 보이는 조카 코디를 가톨릭교회 특수 학교에 보내는데, 코디는 수녀 앞에서 염력 등 초능력을 보인다.
한편 루시퍼 문신을 지닌 사교 집단은 코디와 생일과 같은 6살 아동들을 납치하고 능력이 보이지 않으면 학살하는 방식으로 코디를 찾아나선다. 매기에게 코디를 보호해야 한다고 몰래 경고한 사교 집단 일원 셰리는 나중에 지하철 역사 안 의자에서 목이 잘린 시체로 발견된다. 교회에 간 코디는 모든 봉헌 양초에 동시에 불을 붙이면서 염화 능력까지 나타낸다.
제나는 유명한 자기 개발 구루 에릭 스타크를 새 남편으로 데리고 나타나 코디를 납치한다. 일련의 사태를 주시하던 신학교 출신 FBI 요원 존 트래비스가 매기에게 협력하고, 천사, 예수회 그리섬 신부 등 코디를 뒤에서 지원하는 선한 세력도 서서히 드러나기 시작한다.
지난 몇 세기 동안 코디와 같은 능력을 지닌 아이가 나타나기만을 기다려온 사교 집단은 버려진 교회에서 검은 미사를 준비하고 코디를 보호하던 매기가 생명을 잃을 위기에 처하지만, 신비한 빛의 존재 셋이 공중에 나타나면서 매기가 저절로 치유된다. 경찰이 교회를 급습하고, 트래비스가 에릭을 죽인다.
얼마 후 잔존한 사교 집단 일원이 암살 기회를 엿보지만 코디가 쳐다보자 두려워하며 칼을 떨어뜨리고 도망친다.

## 출연진
- 킴 베이싱어 - 매기 오코너 역
- 앤절라 베티스 - 제나 오코너 역
- 루퍼스 슈얼 - 에릭 스타크 역
- 크리스티나 리치 - 셰리 포스트 역
- 홀리스턴 콜먼 - 코디 오코너 역
- 지미 스미츠 - 존 트래비스 FBI 요원 역
- 마이클 개스턴 - 프랭크 부가티 형사 역
- 루미 카바소스 - 로자 수녀 역
- 유진 리핀스키 - 스튜어트 역
- 이언 홈 - 그리섬 신부 역
- 디미트라 알리스 - 다니아 역
- 헬렌 스텐보그 - 조지프 역

## 기타 제작진
- 공동 제작: 스트래턴 리어폴드
- 배역: 데버라 어퀼라, 세라 헤일리 핀
- 미술: 캐럴 스피어
- 의상: 데니즈 크로넌버그